# Ticket to Ride (album)
Ticket to Ride is het eerste album van The Carpenters. Het album werd in 1969 uitgegeven onder de naam Offering en was indertijd een commerciële mislukking. Een jaar later werd het album heruitgegeven onder de naam Ticket to Ride.
Het album bracht enkel een kleine hit voort, "Ticket to Ride", een ballad-versie van een nummer van The Beatles.

## Nummers
1. "Invocation" (Carpenter-Bettis)
2. "Your Wonderful Parade" (Carpenter-Bettis)
3. "Someday" (Carpenter-Bettis)
4. "Get Together" (Powers)
5. "All of My Life" (Carpenter)
6. "Turn Away" (Carpenter-Bettis)
7. "Ticket to Ride" (Lennon-McCartney)
8. "Don't Be Afraid" (Carpenter)
9. "What's The Use" (Carpenter-Bettis)
10. "All I Can Do" (Carpenter-Bettis)
11. "Eve" (Carpenter-Bettis)
12. "Nowadays Clancy Can't Even Sing" (Young)
13. "Benediction" (Carpenter-Bettis)